# Flugplatz Woodford

i7
i11
i13
Flugplatz Woodford (ICAO-Code: EGCD) war ein Werksflugplatz der BAE Systems in England. Er befindet sich in Woodford in der Metropolitan Borough of Stockport.

## Geschichte
Das Woodford Aerodrome wurde 1924 von Alliott Verdon Roe (A. V. Roe) gegründet und hatte ursprünglich einen kleinen unbefestigten Landeplatz. In den 1930er und 1940er Jahren wurde der Flugplatz erheblich ausgebaut und wurde Standort der AVRO Werke, die dort auch den Avro Lancaster bauten und Testflüge durchführten.
Im Jahr 1963 wurde Avro Teil von Hawker Siddeley aus der 1977 durch eine weitere Fusion zunächst British Aerospace wurde und anschließend BAE Systems. Der Werksflugplatz wurde weiter betrieben.
Als Folge der Beendigung des Nimrod-MRA.4-Projekts im Oktober 2010 im Rahmen des seinerzeitigen Weißbuches des britischen Verteidigungsministeriums beschloss BAE Systems, den Standort inkl. des Flugplatzes aufzugeben. Die Produktion endete im März 2011 und der Werksflugplatz wurde im folgenden August geschlossen.

## Heutige Nutzung
Im Januar 2013 wurden die ersten Bebauungspläne für eine Wohn- und Geschäftsansiedelung der Stadtverwaltung vorgelegt.
Ein Museum erinnert an die Bedeutung Woodfords für die britische Luftfahrtindustrie.

## Zwischenfälle
- Am 23. August 1947 stürzte eine Avro Tudor 2 des Ministry of Supply (Luftfahrzeugkennzeichen G-AGSU) nahe dem Flugplatz bei einem Testflug unmittelbar nach dem Start ab. Alle 6 Insassen, 4 Besatzungsmitglieder und 2 Passagiere, wurden getötet. Zu den Todesopfern gehörte Avros Chefkonstrukteur Roy Chadwick. Unfallursache war ein Fehler bei der Montage der Querruder des Prototyps.[2]